# Skunk works
A Skunk works kifejezést főleg az amerikai hadiiparban használják titkos programok megnevezésére.

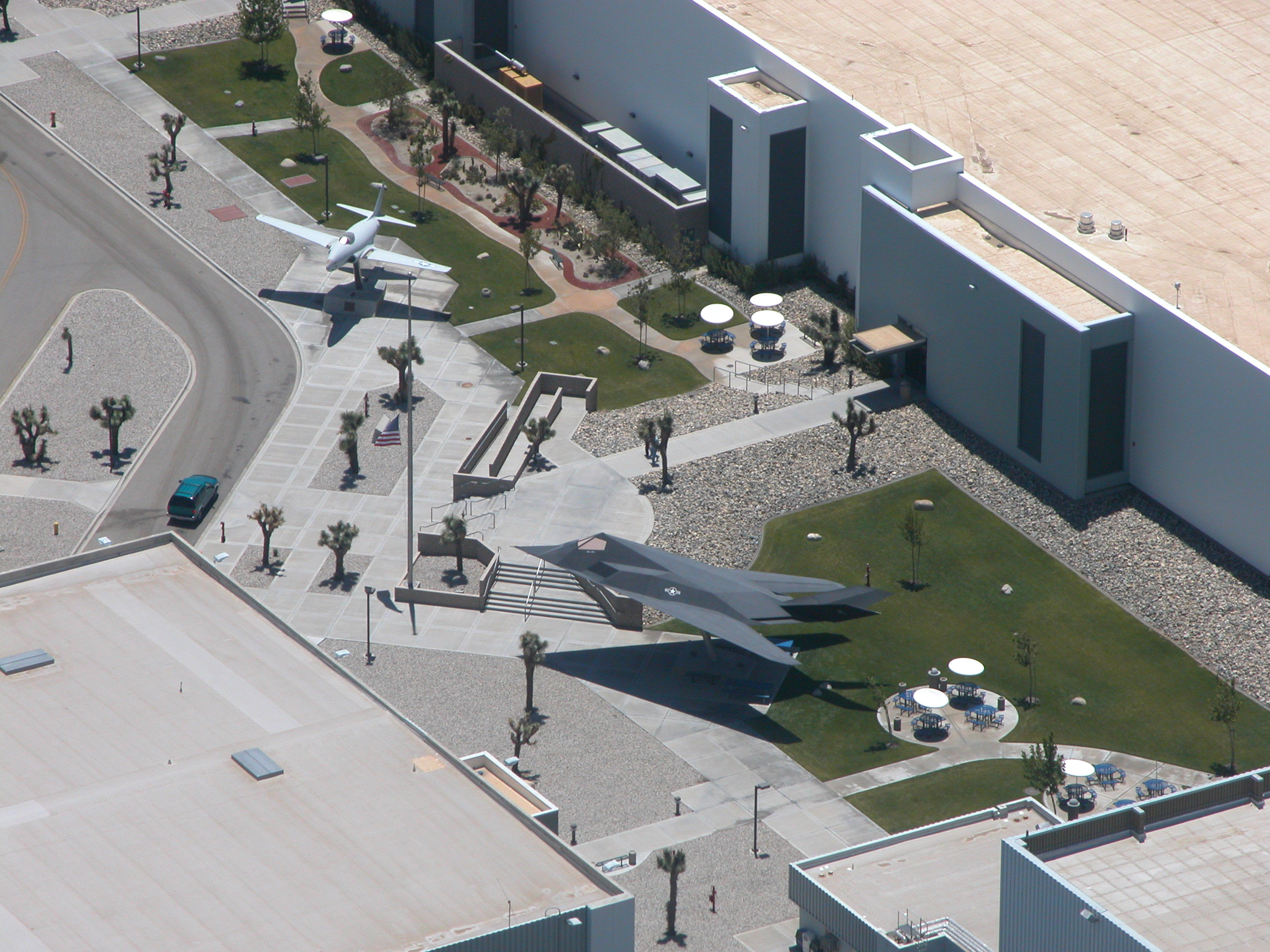
A Lockheed Skunk Works bejárata a kaliforniai Palmdale-ben

## A Lockheed használatában
A Skunk Works helyszín félhivatalos elnevezését a Lockheed Martin fejlett repülőgéptervezői irodájára, a Lockheed Advanced Development Projects Unit-ra használják. Ez az iroda tervezte meg többek között az U–2-t, az SR–71-et és az F–117 lopakodó repülőgépet. Az iroda legújabb fejlesztése az F–35 (JSF, Joint Strike Fighter, azaz összhaderőnemi csapásmérő vadászrepülőgép). Az F–35-öst a világ több országa is várhatólag hadrendbe fogja állítani, és a gépet legalább négy évtizeden át fogják üzemeltetni.
A Skunk Works (magyarul „Bűzösborz Művek”) kezdetei a második világháború utáni időkre vezethetők vissza, amikor a Lockheed titkos projektjeit nem messze a cég kaliforniai irodájától, a manapság már Bob Hope amerikai humoristáról elnevezett Bob Hope repülőtéren kezdte el. A cég legendás főmérnöke Kelly Johnson volt, aki az akkoriban összetákolt átmeneti irodákban és műhelyekben vezette a P–80 Shooting Star kifejlesztését. Az Amerikai Légierő első sugárhajtású vadászgépét csupán 143 nap alatt tervezték meg és készítették el. Kelly Johnson 1975-ig állt a Skunk Works élen, amikor Ben Rich vette át a fejlesztőiroda vezetését.
A hidegháború végével, 1989-ben a Lockheed átszervezte a gyártási és fejlesztési tevékenységeit, és a Skunk Works-t a kaliforniai Palmdale-ben található 42. légierős gyárkomplexum 10. telepére (Site 10, U.S. Air Force Plant 42) költöztette, ahol a mai napig is működik.
A Skunk Works fejlesztette titkos repülőgép-prototípusokat a nevadai sivatag 51-es körzet néven elhíresült Groom Dry Lake Air Force Base-en, az az a Groom-száraztó légibázisán próbálták ki.

## A kifejezés eredete
A név Al Capp képregényrajzoló Li'l Abner című sorozatából származik. A képregényben a Skonk Works egy olyan kis gyár volt, ahol (máig ismeretlen célból) szkunkokat, azaz észak-amerikai bűzösborzokat (Mephitis mephitis) használtak. Ezt a „borzgyárat” a rettenetes bűz miatt minden más ember lakta területtől jó messzire kellett építeni, és a Skonk Works-ben dolgozók csak úgy érintkezhettek a külvilággal, ha szembeszélből jó nagyokat kiabáltak.
A szerzői jog tulajdonosának kérésére a Lockheed a létesítmény nevét Skunk Works-re módosította.

## A Skunk Works fejlesztései

### Repülőgépek
- P–80 Shooting Star
- Lockheed XF–90
- F–104 Starfighter
- Lockheed U–2
- X–26 Frigate/QT-2PC PRIZE CREW
- Army-Lockheed YO–3A
- A–12 Avenger
- SR–71 Blackbird
- Lockheed D–21/M–21
- Lockheed Have Blue
- F–117 Nighthawk
- F–22 Raptor
- X–35
- X–27/CL–1200
- Lockheed Martin Polecat
- SAI Quiet Supersonic Transport
- Lockheed Martin Cormorant
- Lockheed Martin Desert Hawk

### Hajók
- Sea Shadow (IX–529)

## Angol nyelvű irodalom
- Rich, Ben; Janos, Leo. (1996) Skunk Works.  Little, Brown & Company, ISBN 0316743003